# Hrvatska srednjovjekovna književnost
Hrvatska srednjovjekovna književnost obuhvaća razdoblje od početaka pismenosti u 8. i 9. stoljeću pa sve do 16. stoljeća.

## Proza
Srednjovjekovna hrvatska proza pripada književnom modelu karakterističnom za srednjovjekovlje, koji obilježava prozno stvaralaštvo u Hrvata od početaka pismenosti, s pretpostavljenim zametkom u 8. i 9. stoljeću, a s najstarijim sačuvanim spomenicima s prijelaza 11. u 12. st.; ona traje sve do druge polovice 16. st., sa sporadičnim refleksima pojedinih tema sve do u 18. stoljeća. Taj vremenski opseg pokazuje da u ukupnosti hrvatske književnosti srednjovjekovna ima veći udio nego što je slučaj s drugim srednjoeuropskim i zapadnoeuropskim književnostima. Pisana riječ zabilježena je u kamenu, rukopisima i tiskanim knjigama. Poseban segment hrvatske srednjovjekovne proze predstavlja proza pisana latinskim jezikom. Ona dopire iz kasne antike, a zatim crpi iz suvremene europske latinske literature. Prve hagiografije i djela o povijesti Crkve nastaju u dalmatinskim gradovima (Split, Zadar, Trogir, Osor, Dubrovnik, Kotor), od „Splitskog evanđelistara” (6. – 7. st.) do brojnih kasnijih liturgijskih i neliturgijskih djela.
Početak hrvatskoga srednjovjekovnog stvaralaštva vezan je upravo uz latinsku hagiografiju, uz tekstove o dalmatinskim i istarskim mučenicima: sv. Dujmu, Anastaziju-Stašu, Mavru i Germanu. Na sjeveru, u Panoniji, nastaju djela vezana uz kultove tamošnjih mučenika, npr. sv. Kvirina, Euzebija i Poliona. Na latinskome jeziku stoljećima se pišu pravna, povijesna (kronike) i prirodoznanstvena djela, tvoreći s literarnim tekstovima jednu nadregionalnu hrvatsku kulturu koja je pratila i domete karolinške i otonske renesanse.
Hrvatska srednjovjekovna proza pisana je dvama jezicima: crkvenoslavenskim hrvatske redakcije i hrvatskim, te trima pismima: glagoljicom, latinicom i zapadnom ili hrvatskom ćirilicom. Među tim sferama postojala je živa interakcija, o čemu svjedoče prijepisi s jednog pisma na drugo; izrazite su veze između glagoljskih i ćiriličnih tekstova, a neki se latinični oslanjaju na glagoljske predloške. Po tome je hrvatska srednjovjekovna proza jedinstvena u slavenskim, pače europskim književnostima. U njoj se zrcale opće tendencije europske literature, premda s nekim osobitostima: npr. vodoravna, pučka usmjerenost tekstova; povezanost s usmenom književnošću; prevladavanje religioznih tema; prepletanje žanrova. Znatnim dijelom to je prijevodna književnost, s tipično srednjovjekovnim postupcima prerađivanja, ekscerpiranja i kompiliranja. Crpila je iz dvije književno-kulturne sfere: s Istoka, iz bizantsko-(staro)crkvenoslavenske baštine i sa Zapada, iz latinske, talijanske, franko-talijanske i češke tradicije.
Od 14. stoljeća dalje prevladavaju utjecaji sa Zapada. Prihvaćajući te uzore, hrvatski su ih - mahom anonimni - autori prilagođavali vlastitom senzibilitetu i specifičnim potrebama zajednice u kojoj su i za koju su pisali. Iako velikim dijelom prijevodna, ta je književnost povremeno ostvarivala znatnu umjetničku razinu jezikom i izborom stilskih sredstava. Jedno od najznačajnijih postignuća bilo je, s jedne strane, čuvanje (osobito u glagoljskoj sferi) crkvenoslavenskoga liturgijsko-književnog jezika; u kasnijim razdobljima elementi toga jezika svjesno su upotrebljavani kao sredstvo izražajnosti i signal «visokoga stila», a s druge strane prihvaćanje živoga, govornog jezika i njegovo uzdizanje do medija dostojnoga i sposobnoga da prenosi znanja o širokom rasponu tema, od prava i teologije, od kronika i prirodoznanstvenih sadržaja, sve do književnih djela. Tako je srednjovjekovno stvaralaštvo na narodnom jeziku jedno od ishodišta književnosti kasnijih razdoblja.
Najstariji spomenici proze u širem smislu potječu iz 11. i 12. stoljeća. To su glagoljski epigrafski spomenici: Valunska ploča, Plominski natpis i Krčki natpis iz 11. st.; Bašćanska ploča iz 11/12. st., prvi cjelovito sačuvani spomenik na narodnom jeziku s elementima knjiške crkvenoslovjenštine; Senjska ploča; Plastovski i Kninski natpis te Supetarski ulomak, svi iz 12. stoljeća; datacija je ćirilične Humačke ploče nesigurna, moguće je iz 11/12. stoljeća.
Od rukopisnih knjiga iz najstarijega razdoblja do nas su došli tek fragmenti, što svjedoče o postojanju bogate književne tradicije na hrvatskome prostoru. To su odlomci biblijsko-liturgijskoga značaja: fragmenti apostola, npr. Mihanovićev apostol i Grškovićev fragment, oba iz 12. stoljeća, fragmenti misala, npr. prva stranica Kijevskih listića iz 11-12. st.; Bečki listići iz 12. st., najstariji hrvatski spomenik misnoga sadržaja; fragmenti brevijara, npr. Londonski, Vrbnički i Ročki fragmenti, svi iz 13. st. Svi su ti glagoljski spomenici u kontinuitetu s istodobnim spomenicima nastalim na bugarskom, makedonskom, češkom i ruskom području. No, od 12. i 13. st. u Hrvatskoj se razvija vlastita uglasta stilizacija glagoljskoga pisma, a jezik se pomlađuje u skladu s hrvatskim (napose čakavskim) osobitostima. Tako je stvorena indigena hrvatska redakcija crkvenoslavenskoga jezika koja je trajala do u 16. st. Istovremeno su se, od 12. stoljeća dalje, biblijske knjige redigirale prema latinskoj Vulgati. Iz tog su doba fragmentarno sačuvani i najstariji tekstovi hagiografsko-legendarne, pasijske i apokrifne proze: npr. Budimpeštanski fragment (12. st., s odlomkom Legende o sv. Simeonu Sulitu Starijemu; Legenda o sv. Tekli (13. st., dio apokrifnih Djela Pavla i Tekle).
Prvi spomenici pisani zapadnom ćirilicom potječu iz 11. – 13. st., od kojih je najstariji u Hrvatskoj iz 1184. god. Natpis povaljskoga praga na Braču. Taj korpus obuhvaća i 23 danas poznata rukopisna kodeksa, kao i diplomatičko-pravne spise. Zasebnu cjelinu čine hrvatskom ćirilicom ili bosančicom pisani tekstovi na području Bosne i Huma, od kojih su najpoznatiji tekstovi Povelja Kulina bana iz 1189., kao i niz spisa naravi diplomatsko-trgovinske, te vjerskonabožne za potrebe krstjana Crkve bosanske. Narodni jezik štokavsko-čakavske stilizacije protkan crkvenoslavizmima nalazimo na mramorovima ili stećcima, ponajviše na prostoru istočno od Neretve do Vrbasa. Važno je spomenuti da se na listovima glagoljskih rukopisa nerijetko nalaze zapisi i marginalije na ćirilici, kao i obratno. Bosančicom je pisan i »Poljički statut« (XV. st.) te dubrovački »Libro od mnozijeh razloga« (1520.) (v. dolje).. Istim je pismom Dmine Papalić oko 1510. prepisao »Hrvatsku kroniku«. U 16. st. zadarski kanonik Šime Budinić (između 1530. i 1535. – 1600.) tiskao je ćirilicom svoju »Summu nauka kristjanskoga«. U tom razdoblju, u kojem su živjela sva tri pisma, osim razmjerno bogate crkvene pismenosti, biblijsko-liturgijskih pravnih spisa i isprava (najstariji je »Vinodolski zakon« iz 1288., zatim »Krčki statut« iz 1388. i dr.), postojali su i apokrifi, legende, viđenja, pripovijetke i romani, ljetopisi, moralističko-didaktična djela, početci crkvene drame, te prvi sačuvani stihovi.
Latinična proza sačuvana je iz 14. stoljeća i poslije. Pisana je na narodnom (čakavskom i štokavskom) jeziku, a postankom je vezana uz gradske sredine dalmatinskih gradova, za razliku od glagoljske proze koja je pretežito nastajala izvan gradskih sredina. Najstariji latinični tekst Red i zakon iz 1345. g. regula je sestara dominikanki u Zadru. I drugi sačuvani prozni tekstovi većinom su vjerskog sadržaja: oficiji, lekcionari (npr. Korčulanski lekcionar, 14. st., i Zadarski lekcionar, početak 15. st.), molitvenici (npr. Vatikanski hrvatski molitvenik, konac 14. st., dubrovačkoga podrijetla), te Žića svetih otaca

## Poezija
Prvi stihovi na hrvatskome jeziku prijevodi su srednjovjekovnih latinskih pjesama nabožnog karaktera. 
Početkom XIV.st. javljaju se pokušaji autentičnog stvaralaštva. 
Motivi su često vezani uz crkvene blagdane pa u pjesmama nalazimo česte hvalospjeve Isusu i Bogorodici. Prije pojave poznatijih pjesnika i Hrvatskoj su djelovali začinjavci. Oni su bili uglavnom anonimni svećenici koji su prevodili, dorađivali, prepisivali i imitirali. U njihovoj poeziji nalazimo puno ponavljanja i udugovlačenja, zastupljen je silabički stih (osmerac), ali ima i dosta ritmizirane proze. Jezik je bio uglavnom čakavsko-ikavski dijalekt. Tematika je bila uglavnom pasionska, marijinska, božićna, svetačka. 
U svjetovnom pjesništvu javlja se čisti narodni izraz.

## Vanjske poveznice
- Kronološki popis najvažnijih glagoljskih spomenika
- Hrvatski glagoljski tekstovi izvan domovine
- Hrvatska književna baština na bosančici